# Tabula recta

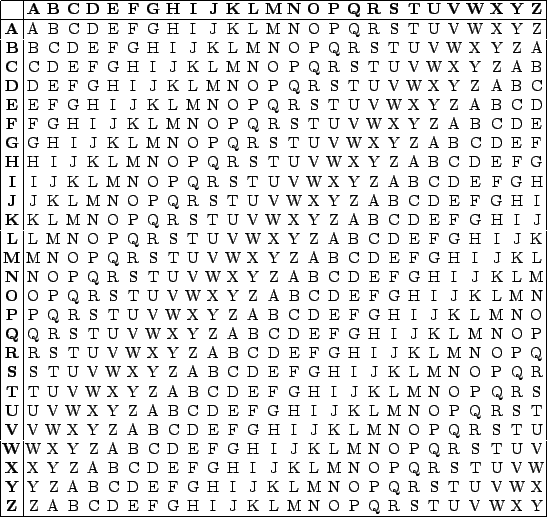
tabula recta

Een tabula recta is een matrix gevuld met alfabetten en is een hulpmiddel voor klassieke handcijfers.
De tabula recta werd in 1518 door Trithemius gebruikt om een  polyalfabetische substitutie te beschrijven, waarbij voor iedere volgende letter in de klare tekst het alfabet, dat als sleutel dient, één plaats wordt verschoven. Bij het versleutelen van de klare tekst naar de cijfertekst en daarna omgekeerd weer bij het ontsleutelen, werd dus een tabula recta gebruikt. De methode was gelijkwaardig aan de cryptografische schijf van Leon Battista Alberti, maar de tabula recta werd vooral iets daarna gebruikt, toen berichten met het Vigenèrecijfer of met Autoclave werden versleuteld.
Giambattista della Porta heeft later een soortgelijk cijfer ontwikkeld en maakte daarbij van een tabel gebruik, die nu de portatabel wordt genoemd.